# Crocidura lucina
Crocidura lucina es una especie de musaraña de la familia de los soricidae.

## Distribución geográfica
Es endémica de Etiopía. 